# توماس هاو
توماس هاو (بالإنجليزية: Thomas Howe)‏ هو منافس ألعاب قوى ليبيري، ولد في 17 سبتمبر 1944.

## وصلات خارجية
- توماس هاو على موقع الاتحاد الدولي لألعاب القوى (الإنجليزية)
- توماس هاو على موقع اللجنة الأولمبية الدولية (الإنجليزية)
- توماس هاو على موقع أوليمبيديا (الإنجليزية)